# Odontolabis dalmani dalmani
Odontolabis dalmani dalmani es una subespecie de coleóptero de la familia Lucanidae.

## Distribución geográfica
Habita en Tenasserim, Malaya, Borneo, Sumatra y Java.